# District sud (Israël)
Cette page contient des caractères spéciaux ou non latins. S’ils s’affichent mal (▯, ?, etc.), consultez la page d’aide Unicode.
Pour les articles homonymes, voir District sud.
Le district sud  est un des six districts israéliens. En 2017, sa population de 1 272 100 habitants se compose de 72,6 % de juifs, de 20,4 % de musulmans et de 0,5 % de chrétiens. Sa superficie est de 12 000 km2. Sa capitale est Beersheba.

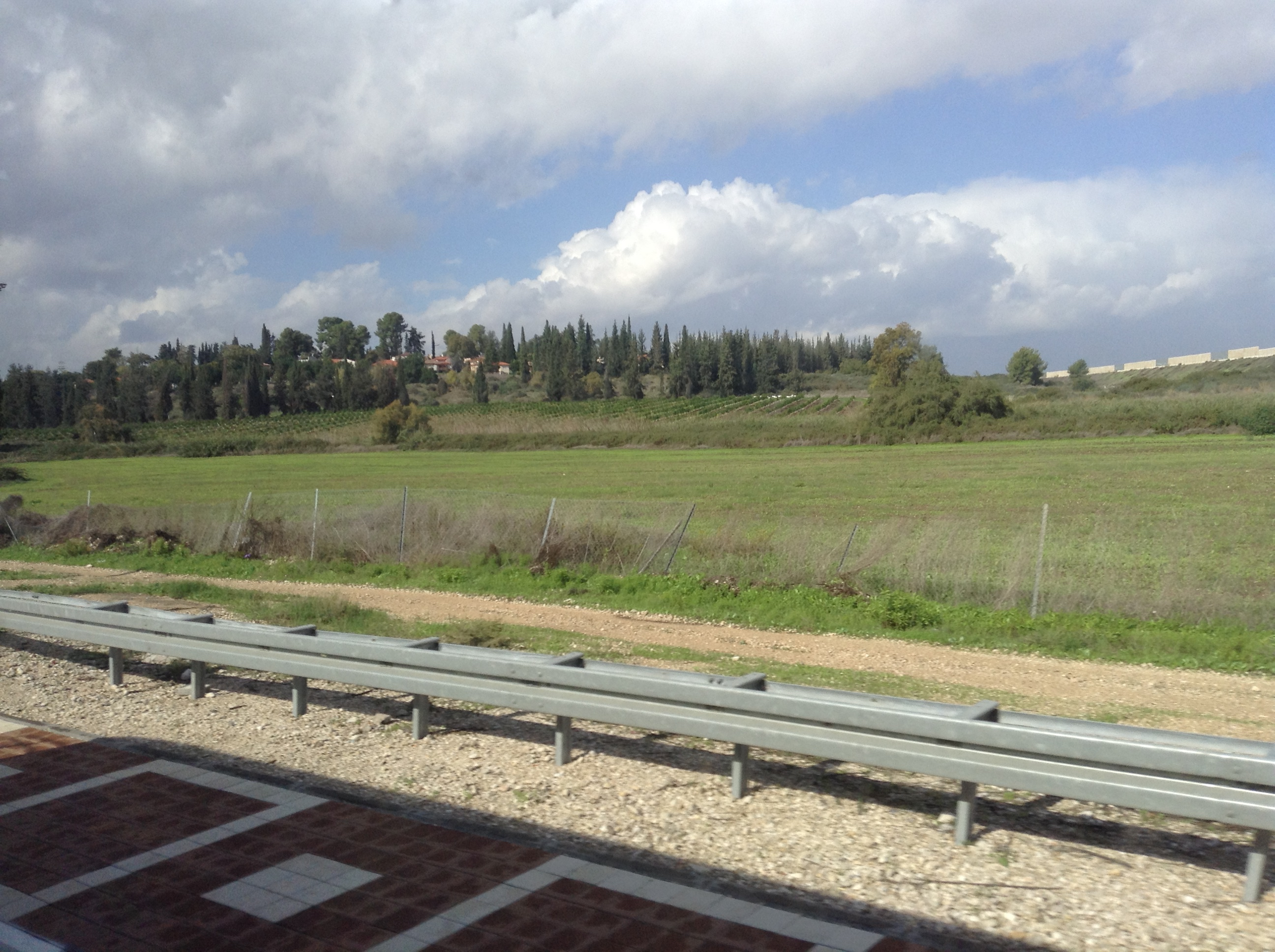
La route de Jérusalem à Ashdod

## Subdivisions
| Sous-districts | Villes | Conseil local | Conseil régional                                                                                                |
| -------------- | --- | --- | --- |
| Ashkelon       | - Ashdod אשדוד - Ashkelon אשקלון - Kiryat Gat קריית גת - Kiryat-Mal'akhi קריית מלאכי - Sderot שדרות       | | - Beer Tuvia - Joav - Lakhish לכיש - Hof Ashkelon - Sha'ar HaNegev - Shafir - Région de Javnéel (partiellement) |
| Beersheba      | - Arad ערד - Beer-Sheva באר שבע - Dimona דימונה - Eilat אילת - Netivot נתיבות - Ofakim אופקים - Rahat רהט | - Ar'arat an-Naqab عرعرة ,ערערה בנגב - Hura حورة ,חורה - Yeruham ירוחם - Kuseife كسيفة ,כסיפה - Lakiya اللقية ,לקיה - Lehavim להבים - Meitar מיתר - Mitzpe Ramon מצפה רמון - Omer עומר - Shaqib al-Salam شقيب السا ,שגב-שלום - Tel as-Sabi تل السبع ,תל שבע - Yeruham ירוחם | - Arava centre - Bnei Shimon - Eshkol - Merhavim מרחבים - Hevel Eilot - Tamar                                   |

## Démographie
Ashdod est la ville la plus peuplée du district avec une population de 226 800 habitants en 2022.
| Population | 2016 | 2017 | 2018 | 2019 | 2020 | 2021 | 2022 |
| ---------- | ---- | ---- | ---- | ---- | ---- | ---- | ---- |
| Juifs      | 3,18 | 3,16 | 3,20 | 3,09 | 3,01 | 3,13 | 3,07 |
| Musulmans  | 5,45 | 5,54 | 5,42 | 5,28 | 4,93 | 5,08 | 5,00 |
| Total      | 3,56 | 3,57 | 3,59 | 3,49 | 3,37 | 3,49 | 3,43 |

Le taux de fécondité élevé chez les musulmans peut s'expliquer par la présence importante des Bédouins du Néguev.